# Ekološko ravnovesje
Ekološko ravnovesje je stabilno stanje v ekosistemu. O ravnovesju govorimo, kadar so organizmi v okolju usklajeni z razvojnimi potrebami in preživetvenimi možnostmi.
Ekološko ravnovesje se vzpostavlja v nenehnem tekmovanju organizmov za obstoj v okolju. Izboriti si ga morajo v nenehni borbi z živimi im neživimi dejavniki okolja. Prizadevajo se uveljaviti med konkurenti v življenjski skupnosti (biocenozi) in v življenjskem prostoru (biotopu). V borbi za obstanek v ekosistemu, vedno uspevajo le najsposobnejši - najbolj prilagodljivi in konkurenčno najuspešnejši organizmi. Skupaj z okoljem tvorijo ekosistem, ki je v ekološkem ravnovesju. Ekološko uravnovešen ekosistem je najbolje prilagojena in najbolj obstojna oblika življenja v okolju.
V naravnem okolju se ekosistem nahaja v ekološkem ravnovesju praviloma stalno, oziroma z redkimi prekinitvami. Občasno in za določen čas, ravnovesje lahko porušijo razdiralni učinki skrajnih naravnih pojavov (ujme, požari). Takoj ko ti prenehajo delovati, se v ekosistemu sprožijo procesi povrnitve ravnovesja, ki v napredujočih razvojnih stopnjah (sukcesija) spet vzpostavijo ekološko ravnovesje.
Večje težave z ekološkim ravnovesjem so v umetno vzdrževanih združbah, na primer v t. i. gospodarskih gozdovih. Težave se pojavijo, kadar neustrezni človekovi posegi v daljšem časovnem obdobju presežejo samozaščitne in sanacijske sposobnosti gozdnega ekosistema. Neustreznemu (razdiralnemu) ravnanju sledijo nazadujoči razvojni procesi (degresija). Zaradi njih se stanje v gozdnem ekosistemu oddaljuje od ekološkega ravnovesja, kar gozd oslabi. Zmanjša se njegova odpornost, obstojnost in regeneracijska sposobnost, zniža proizvodna sposobnost (pridobivanje lesa), ogrozi delovanje ostalih funkcij gozda, v skrajnih primerih tudi sam obstoj gozda.